# Ас (одиниця ваги)
Ас — старовинна одиниця ваги в  Німеччині та  Голландії, одна з найменших частин  фунта та  марки, вживається перш за все для визначення ваги  монет і тягарів.
Ас вийшов з ужитку, так як була прийнята французька вага на грами і десяткове роздроблення фунта. Старовинна кельнська марка була розділена на 4020 кельнських асів і важила 4864,68 голландських асів. У старовинній голландської трой-марці (нід. Troy-Mark) було 5120, а у вдвічі більш важкому голландському трой-фунті (нід. Troy-Pfund) 10240 голландських асів. В 1г голландських асів було 20,80592 або трохи більше 204/5 , або ж голландський ас = 0,048063 г.
В  Пруссії 18 січня 1854 р. було постановлено, що для ваги монет грен (у прусській марці 288 Гренів) ділиться на 16 прусських асів; таким чином, прусська марка = 4608 прусських асів. За прусським законом від 5 травня 1857 новий (німецький) фунт дорівнює 500 г золота, срібла і монетного ваги і ділиться на тисячу частин, тисячна ж частина на 10 асів і далі по десятковій системі. Внаслідок цього новий прусський ас = 1 / 10000 німецького фунта, або 1 / 20 г, і = 1,040296, або майже 1 1 / 25 голландського аса. Так званий дукатів ас (нім. Ducaten as) була вага, 4020 одиниць якої складали кельнську марку і, отже, дорівнювали кельнському асу. В Австрії звуть його дукатовим граном (нім. Ducaten gran); в дукаті (вазі) золота вміщається 60 таких дукатових гран.

## Див.також
- Стародавні одиниці вимірювання